# Český spolek horských průvodců
Český spolek horských průvodců (anglicky: Czech Mountain Leader Associations, CMLA)
je nepolitické občanské sdružení. Sdružuje horské průvodce, kteří vykonávají průvodcovskou činnost horskou jako živnost nebo v pracovním či obdobném poměru, ale také jako nevýdělečnou činnost – plánování a vedení horských túr jako zájmová činnost.
Vzhledem k právní úpravě průvodcovské činnosti horské v ČR sdružuje horské průvodce, kteří tuto činnost vykonávají v rozsahu letních a zimních hor, nebo rozšířeně i na zajištěných cestách (ferratách), či také při ledovcové turistice. A rovněž jako canyoningoví průvodci.

## Domácí aktivity
- Sdružuje kvalifikované horské průvodce a osoby se zájmem o vedení jednotlivců a skupin v horách.
- Podporuje členy v kontinuálním profesním rozvoji a vytváří podmínky pro zavedení mezinárodního standardu práce horského průvodce.
- Cílem snahou je přinést platformu vzdělání IML (International mountain leader) do ČR.
- Poskytuje servis všem členům ve formě realizace vzdělávacích kurzů, aktuálních novinek z oboru, partnerství s výrobci a dodavateli outdoorového vybavení, právní pomoci a společných akcí nejen v horách.

## Členství v organizacích

#### Národní organizace
Zastoupení horských profesionálů a profesionálek v národních organizacích.
- APČR I Asociace průvodců České republiky
- ACK ČR I Asociace cestovních kanceláří České republiky
- ČAC I Česká asociace canyoningu
- ČUCR I Česká unie cestovního ruchu I zakládající člen
- UHP ČR I Unie horských povolání České republiky I zakládající člen

#### Mezinárodní organizace
Zastoupení České republiky v mezinárodních organizacích:
- UIMLA I Union of international Mountain Leaders
- UIAA I International Climbing and Mountaineering Federation
- EC-OE I European Confederation of Outdoor EmployersI prostřednictvím UHP ČR

## Cíle a principy
- prezentace a propagace profese Mezinárodního horského průvodce (International Mountain Leader – IML)
- propagace kvalifikace a rozvoj vzdělávání na bázi IML
- zajistit, aby v horských podmínkách při výletech, trecích, přechodech, expedicích a mnoha dalších činnostech byli lidé vedeni pouze kvalifikovanými odborníky
- rozvoj vztahů mezi profesionálními horskými průvodci a jejich národními asociacemi
- sjednocení českých horských průvodců do národní organizace a ochrana jejich oprávněných zájmů
- vyjednávání s orgány státní správy a samosprávy, jinými národními i mezinárodními organizacemi.
- ČSHP podporuje úsilí České asociace horských vůdců (ČAHV) o legislativní úpravy – povinné vzdělávání horských vůdců na bázi Mezinárodní unie asociací horských vůdců (UIAGM), resp. obdržení licence UIAGM a pojištění profesní odpovědnosti jako podmínka pro získání příslušného živnostenského oprávnění.
- usiluje, aby působnost horských průvodců byla jednoznačně rozšířena obecně závazným právním předpisem pro zajištěné cesty (via ferrata, klettersteig), ledovcovou turistiku, výstupy charakteru neexpediční vysokohorské turistiky a canyoning.
- Ke zvýšení kvality poskytovaných služeb a především bezpečnosti klientů usiluje o zvýšení kvality obsahu a délky kurzů pro horské průvodce. Rovněž aby i horským průvodcům, resp. cestovním kancelářím prostřednictvím horských průvodců, byla obecně závazným právním předpisem stanovena povinnost odpovědnosti za bezpečnost svých klientů.
- usiluje o sjednocení odborné přípravy horských průvodců a o spolupráci se vzdělávacími institucemi – pořadateli kurzů pro horské průvodce.
- ČSHP doporučuje vhodné akreditované kurzy pro případné rozšíření kvalifikace horského průvodce o další působnost.
- ČSHP dbá ve stanovených oblastech (první pomoc, záchranné lanové techniky, lavinová prevence a záchrana) o periodické vzdělávání svých členů. Periodické a další vzdělávání je povinností člena ČSHP.

## Organizační struktura
- Valná hromada – nejvyšší orgán tvořený všemi členy organizace
- Výkonný výbor – statutární orgán skládající se z předsednictva – předsedy a místopředsedy, a dalších členů. Výkonný výbor řídí činnost ČSHP a zastupuje jeho zájmy. Výkonný výbor rozhoduje o všech záležitostech, pokud nejsou stanovami vyhrazeny do působnosti valné hromady, revizního komisaře, pokladníka nebo metodické a bezpečnostní komise ČSHP. Za výkonný výbor navenek jedná jeho předseda nebo výkonným výborem pověřený člen.
- Revizní komisař – posuzuje stížnosti a podněty členů a rozhoduje o nich. Řeší spory mezi členem a ČSHP, jakož i vzájemné spory mezi členy související s jejich účastí v ČSHP. Kontroluje dodržování stanov, předpisů a pokynů ČSHP
- Metodická a bezpečnostní komise – navrhuje kvalifikační, metodické a bezpečnostní standardy platné pro členy ČSHP a kontroluje jejich dodržování

## Historie horského průvodcovství na území České republiky
- 1870 – 1944 - funguje pražská sekce DaÖAV v rámci které byly sjednoceny platební tarify horských průvodců a vůdců; v Alpách se začíná s projektováním a realizací horských chat a již v roce 1887 měla pražská sekce 12 horských chat
- 1948 – 1989 - horské průvodcování probíhalo výhradně horskými záchranáři; individuální horské průvodcování mimo Československo bylo zakázáno a horské expedice byly organizovány pouze československou unií tělesné výchovy
- 12.5.1998 - založena Česká asociace horských vůdců (ČAHV)
- 4.3.2002 - založena Česká asociace horských průvodců (ČAHP)
- 21.5.2002 - sloučení dvou existujících organizací ČAHV a ČAHP do jedné organizace České asociace horských vůdců (ČAHV)
- 2006 - ČAHV se stala plnoprávným členem Mezinárodní federace asociací horských vůdců (UIAGM)
- 2006 - 2007 - začínají se formovat myšlenky na založení organizace sdružujicí horské průvodce
- 2008 - založení Českého spolku horských průvodců (ČSHP)
- listopad 2008 - ČSHP se stal aspirantským členem organizace Unie asociací mezinárodních horských průvodců (UIMLA)
- říjen 2011 - ČSHP se stal členskou asocicí The International Mountaineering and Climbing Federation / Mezinárodní horolezecké a lezecké federace (UIAA)
- květen 2012 - ČSHP se stává řádnou členskou asociací Unie asociací mezinárodních horských průvodců (UIMLA)